# 88rising
88rising（88↑とも表記される）は、アメリカを拠点とする、アジアのカルチャーシーンを世界中に発信するメディアプラットフォームである。設立者のショーン・ミヤシロは、88risingは音楽レーベルでありながら、マネージメント会社、映像制作会社、そしてエンターテイメント・カンパニーでもあると説明する。 アジア系アメリカ人など、アジアにルーツを持つアーティストを擁することで知られ、アジア発のヒップホップ、R&Bをリリースし続けている。主軸となるYouTubeチャンネルの登録者は2023年現在600万人を超える。ニューヨークを拠点に、ロサンゼルス、そして上海にもオフィスを構える。2019年1月、初の来日公演を果たした。

## 来歴
2015年、日系アメリカ人のショーン・ミヤシロと馬正遠によって、前身となるレーベルCXSHXNLYが設立された。2016年、YouTubeチャンネルを88rising名義で開設し、最初のビデオをアップロードした。共同作業者としてRich Brian、Joji、Higher Brothersを迎える。翌年の2017年には、アジア9都市を巡るツアーを、またその翌年の2018年にはサンフランシスコ、ロサンゼルス、ニューヨークでもライブを敢行する。
2018年は後にレーベルを代表する作品が数多くリリースされた年となった。2月にはRich Brianのデビューアルバムである「Amen」をリリースし、Billboard最高18位を記録、またiTunesのヒップホップチャート1位を獲得した最初のアジア系アーティストとなる。また、7月には最初のコンピレーションアルバム「Head in the Clouds」をリリースし、m-floのVERBALも客演として参加した。10月には、元YouTuberからミュージシャンへと転身したJojiによる1stアルバム「BALLADS 1」が、BillboardのR&B/ヒップホップチャートの1をアジア系ソロアーティストにして初めて獲得した。
2019年からは、前述のコンピレーションアルバム名を関した音楽フェスティバル「Head In The Clouds Festival」を主催し、所属アーティストの他にNosaj Thing（ノサッジ・シング）、ANDERSON .PAAK（アンダーソン・パーク）、KOHHといったアーティストも出演を果たした。
2020年の新型コロナウイルスによる影響でライブ興行に影響が出る中、5月6日にはオンラインコンサート「Asia Rising Forever Festiva」が公式YouTube・Twitterアカウントを通して配信され、成功を収めた。

## 主要アーティスト
- AUGUST 08
- Higher Brothers（ハイヤー・ブラザーズ）
- Joji（ジョージ）
- Keith Ape（キース・エイプ）
- Niki（ニキ）
- BIBI（ビビ）
- Rich Brian（リッチ・ブライアン）
- eaJ（イージュ）
- Jackson Wang
- ATARASHII GAKKO!（新しい学校のリーダーズ）[20]
- no na